# 孫守法
孙守法（?—1647年），字绳武，明代陕西临潼人，明朝武将。
早年在曹文诏部下擔任游击，好用铁鞭，曾擒杀流民軍点灯子、不沾泥等。官至陕西副总兵。崇祯十六年（1643年）冬，顺军占领陕西后，棄妻子，逃入终南山。满洲入关后与闯军贺珍等奉秦王朱存合力抗清。自称总督五省总督。清廷派何洛会、肃亲王豪格统领大军入陕擊殺之，孙守法不敵，退回五郎山，再奔石子城。丁亥年（1647年）四月八日，清军陕西三边总督孟乔芳伏甲於深林，以轻骑诱殺之。孙守法戰死，传首西安。